# Ilam
Ilam é uma cidade do Nepal.